# 미겔 데 라 마드리드
미겔 데 라 마드리드(스페인어: Miguel de la Madrid, 1934년 12월 12일 ~ 2012년 4월 1일)는 멕시코의 정치인이다. 1982년부터 1988년까지 멕시코의 대통령으로 재임했었다.

## 생애
미겔 데 라 마드리는 멕시코 국립 자치 대학교에서 법 전공으로 학사학위를 받았으며 미국, 하버드 케네디 스쿨에서 공공행정 전공으로 박사학위를 받았다. 멕시코 중앙은행에서 일했으며 멕시코 국립 자치 대학교에서 법을 강의하다가, 1965년에 재정공공신용국 (Secretaría de Hacienda y Crédito Público)으로 자리를 옮겼다. 1970년과 1972년 사이에 루이스 에체베리아 정부에서 여러 관직을 거친 뒤 멕시코 국영 기업 페멕스에 고용되었다. 1976년 호세 로페스 포르티요 내각에서 예산계획 장관으로 내정되었다. 1982년 7월 4일에 열린 선거에서 승리하여 호세 로페스 포르티요 대통령 다음으로 대통령이 되었고, 그 해 12월에 정식으로 취임하였다. 2012년 4월 1일, 77세의 나이로 사망하였다.

## 같이 보기
- 멕시코의 국가원수 목록
- 멕시코의 역사

## 참고
1. 1 2  Encyclopædia Britannica (2008년). “Miguel de la Madrid”. Encyclopædia Britannica Online. 2008년 7월 1일에 확인함.